# Cyrestis lutea
Cyrestis lutea är en fjärilsart som beskrevs av Zinken-sommer 1831. Cyrestis lutea ingår i släktet Cyrestis och familjen praktfjärilar. Inga underarter finns listade i Catalogue of Life.

## Bildgalleri

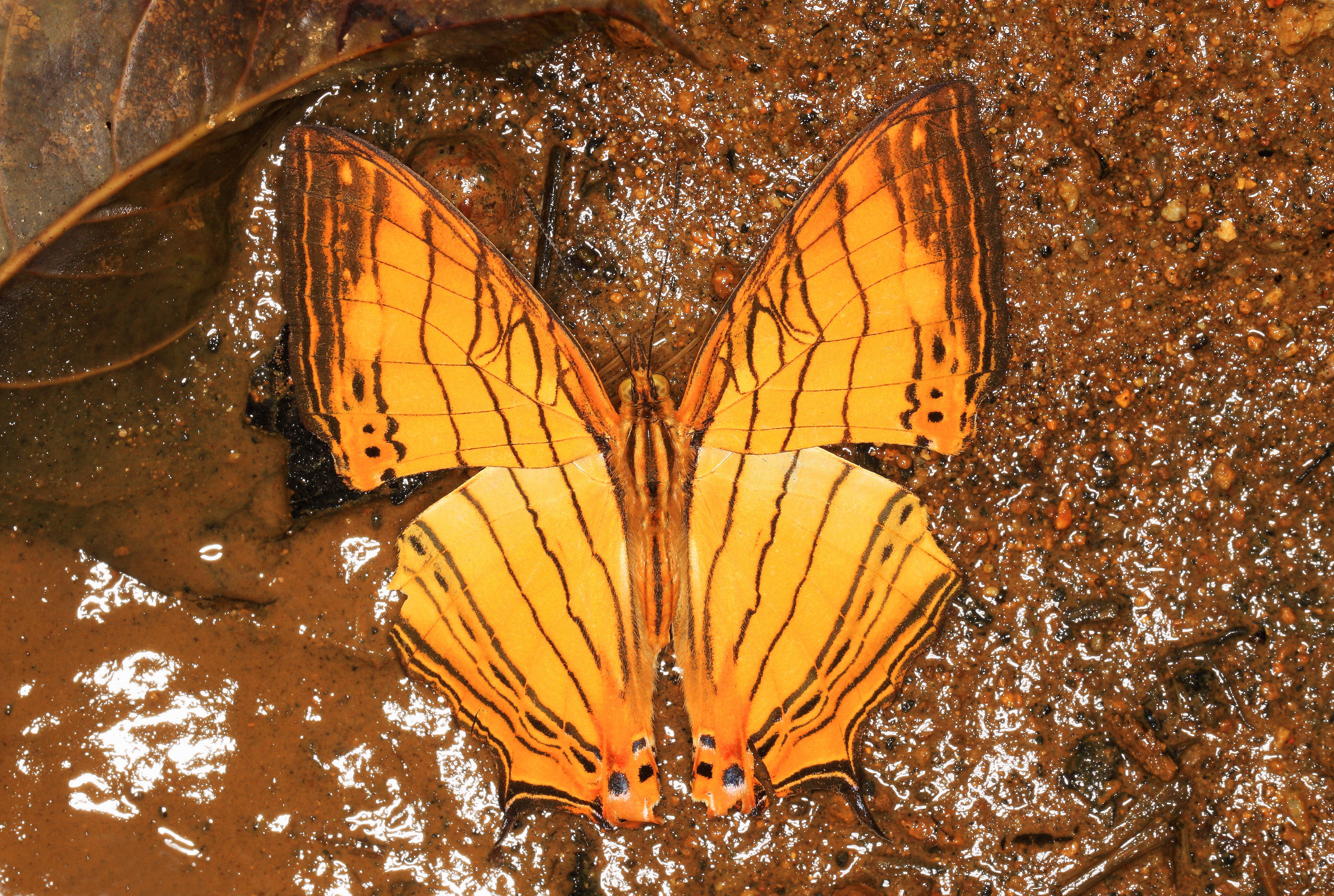